# تشارلز كيمب (لاعب كريكت)
تشارلز كيمب (26 أبريل 1856 - 15 مايو 1933) (بالإنجليزية: Charles Kemp)‏ هو لاعب كريكت بريطاني (وحمل سابقاً جنسية المملكة المتحدة لبريطانيا العظمى وأيرلندا).

## وصلات خارجية
- تشارلز كيمب على موقع إي آس بي آن كريك إنفو (الإنجليزية)